# Caso Banesto

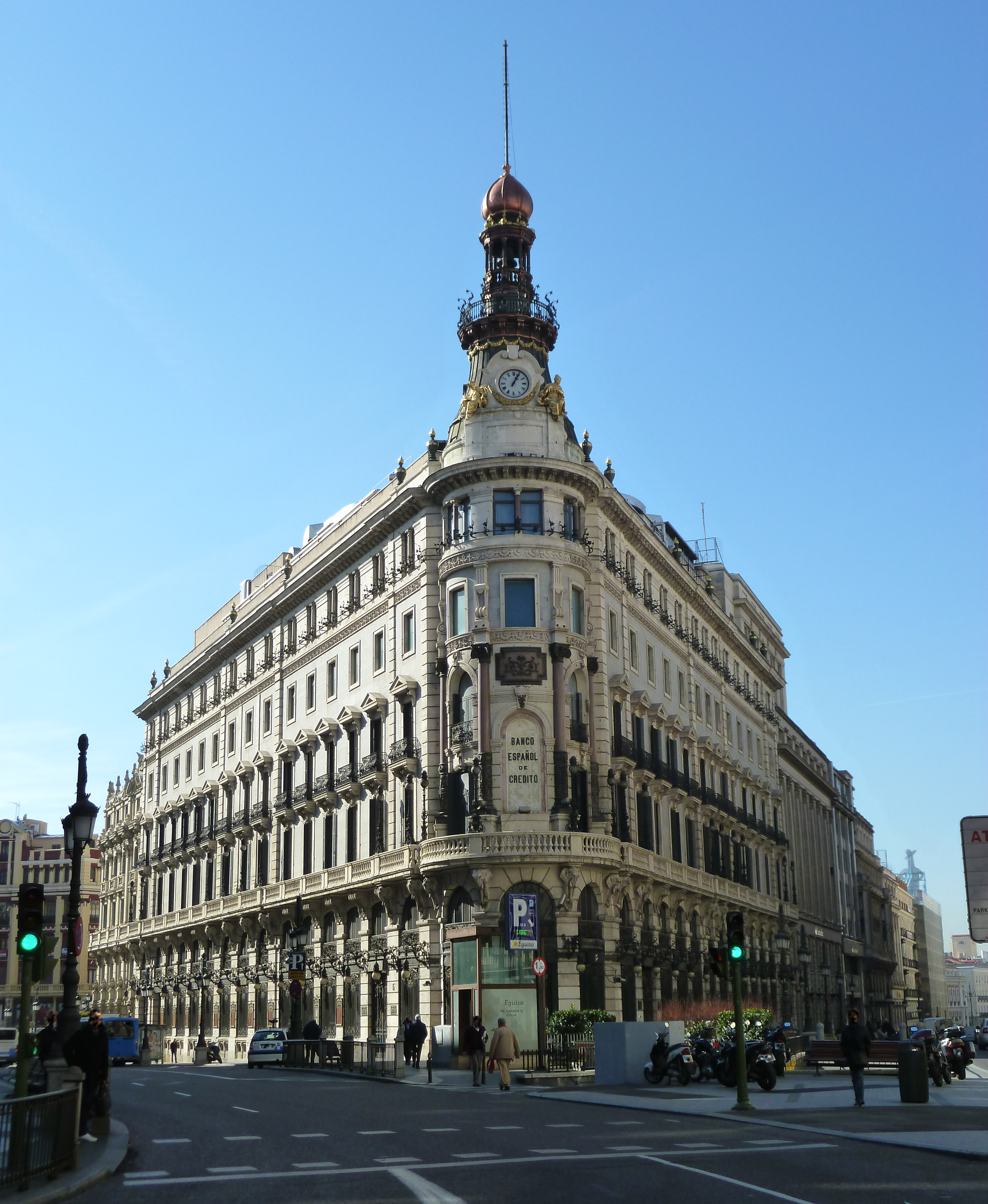
Sede central del Banesto en la calle Alcalá de Madrid, obra del arquitecto catalán José Grases Riera (1891).

El caso Banesto fue una trama de corrupción empresarial en el Banco Español de Crédito que estalló a finales de 1993, en España, y terminó con la condena judicial de los entonces responsables del banco, con su presidente Mario Conde a la cabeza por delitos de estafa y apropiación indebida.

## Antecedentes
El Banco Español de Crédito (BANESTO) era una entidad financiera que tenía siete millones de clientes, medio millón de accionistas, 15.000 trabajadores y 50 empresas participadas.[cita requerida] Mario Conde, que era presidente del banco, había apostado en los años previos a la intervención por una estrategia de crecimiento de la entidad mediante la expansión de los créditos, en un momento en que la morosidad bancaria crecía a un gran ritmo. En 1993, unos meses antes de la intervención, la inspección del Banco de España había detectado un desfase patrimonial cercano a los 2.700 millones de euros (unos 450.000 millones de pesetas). Las autoridades del Banco de España habían intentado negociar un plan de saneamiento. Mario Conde, de forma desesperada, trató de salvar al banco con una ampliación de capital con la entidad estadounidense JP Morgan. El resultado consolidado del grupo Banesto correspondiente a 1993, presentó unas pérdidas de 585.150 millones de pesetas (3.517 millones de euros) de los cuales 407.383 millones correspondían al banco matriz.

## Intervención del banco
La existencia de un agujero patrimonial de 3.636 millones de euros (605.000 millones de pesetas) llevó el 28 de diciembre de 1993 al Banco de España a intervenir Banesto y a destituir a todo el consejo de administración, incluido su presidente, Mario Conde. La intervención llevó aparejado el nombramiento de cinco nuevos consejeros procedentes de los principales bancos españoles para que elaboraran un proceso de saneamiento. También se acordó la aprobación de una línea de crédito ilimitada del Banco de España para garantizar los depósitos de los clientes, que habían estado varios días sin poder disponer de su dinero.

## Adjudicación
Tras la intervención, un equipo de gestores procedentes del BBV, encabezado por Alfredo Sáenz, asumió inicialmente el control del banco y se encargó de ejecutar un plan de saneamiento. El 25 de abril de 1994, el Santander se adjudicó el banco convirtiéndose en el mayor grupo bancario español, al ganar la subasta organizada por el Banco de España; el Banco de Santander ofreció 313.476 millones de pesetas (1.884 millones de euros) lo que significa una oferta de 762 pesetas por acción, frente a las 667 ptas ofrecidas por el BBV y las 566 de Argentaria.

## Durante 1994
- La Bolsa valoró las acciones de Banesto a 855 pesetas (5,14€) cuando vuelven a cotizar, tras la intervención, el 1 de febrero, muy por encima de lo previsto por sus nuevos gestores.
- El Congreso de los Diputados creó una comisión de investigación ante la que el gobernador del Banco de España, Luis Ángel Rojo, admitió que fue un grave fallo de la inspección no detectar a tiempo la crisis y cifró en 200.000 millones de pesetas (1.202 millones de euros) el coste del saneamiento con cargo al dinero público.[cita requerida]

## Inicio de las reclamaciones
El 26 de marzo de 1994 los accionistas del banco decidieron, en junta de accionistas extraordinaria, presentar una acción social de responsabilidad civil contra Mario Conde. El 15 de noviembre la fiscalía se querella contra Conde, ocho ex consejeros y un ex director general, dando comienzo el caso Banesto. El 23 de diciembre Mario Conde ingresa en la cárcel de Alcalá-Meco en prisión preventiva, junto a Arturo Romaní, éste ya había ingresado unos días antes, acusados de un delito de estafa, salen el 30 de enero de 1995, tras depositar una fianza de 2.000 y 1.000 millones de pesetas, respectivamente.

## Sentencia judicial
El 31 de marzo de 2001 la Audiencia Nacional, tras los informes del fiscal Florentino Ortí Ponte, y del exteniente Fiscal del Tribunal Supremo, Cándido Conde-Pumpido Ferreiro, que actuaba como acusación particular en representación del Fondo de Garantía de Depósitos, falla contra Conde y le condena a 10 años y dos meses por los delitos de estafa y apropiación indebida y obliga a devolver 7200 millones de pesetas a Banesto. Las defensas recurrieron al Supremo, y Conde evitó la cárcel con una fianza de 500 millones de pesetas.
El 29 de julio de 2002 el Tribunal Supremo aumentó las penas, Conde fue condenado a 20 años de cárcel, que cumpliría inicialmente en la prisión de Alcalá Meco. El exvicepresidente del banco, Arturo Romaní, fue condenado a una pena de 13 años y ocho meses de prisión. Los otros implicados, Fernando Garro, Pérez Escolar, Jacques Hachuel y Enrique Lasarte fueron condenados a 6, 10, 4 y 4 años de prisión, respectivamente. Además, Conde, Romaní, Garro y Pérez Escolar debían pagar a Banesto 7200 millones de pesetas (43,27 millones de euros). 
En noviembre de 2006, el Comité de Derechos Humanos de la ONU, dictaminó que España había vulnerado el Pacto de Derechos Civiles y Políticos de Nueva York al no disponerse una segunda instancia que pudiera revisar el agravamiento de la condena llevado a cabo por el Tribunal Supremo. El dictamen dejó a salvo la sentencia del Tribunal Supremo contra Conde, al constatar que este tribunal "examinó extensa y detenidamente la valoración de las pruebas", tras analizar más de 170 motivos de casación esgrimidos por la defensa de Conde, en una sentencia de más de 500 folios, rechazando la queja de Conde de que "las pruebas decisivas" para su condena no fueron revisadas.